# Miami, Oklahoma
Miami [maɪˈæmə] är administrativ huvudort i Ottawa County i Oklahoma. Enligt 2010 års folkräkning hade Miami 13 570 invånare.